# هوفشتيتن
هوفشتيتن (بالألمانية: Hofstetten) هي بلدية سويسرية تتبع لمقاطعة فينترتور في كانتون زيورخ. تبلغ مساحتها 8.85 كيلومتر مربع، ويقدر عدد سكانها بـ 500 نسمة (حسب تعداد ديسمبر 2017).